# Gloeosporium vogelianum
Gloeosporium vogelianum är en svampart som beskrevs av Sacc. 1908. Gloeosporium vogelianum ingår i släktet Gloeosporium och familjen Dermateaceae.   Inga underarter finns listade i Catalogue of Life.